# SV Preußen Schweidnitz
SV Preußen Schweidnitz was een Duitse voetbalclub uit Schweidnitz, dat tegenwoordig het Poolse Świdnica is.

## Geschiedenis
De club werd opgericht in 1922 en speelde in de Neder-Silezische competitie, een van de competities van de Zuidoost-Duitse voetbalbond. Vanaf 1922/23 speelde de club in de 1. Klasse, de tweede divisie. In 1925 werden de clubs uit Schweidnitz overgeheveld naar de nieuwe Berglandse competitie. In 1928 promoveerde de club nadat ze in de promotie-eindronde Vereinigte Striegauer Sportfreunde met 8-0 versloegen.
Bij de elite eindigde de club samen met SV Silesia Freiburg eerste in zijn groep, de club verloor dan de testwedstrijd om de titel. Het volgende seizoen werden ze wel groepswinnaar en speelden ze de finale om de titel tegen stadsrivaal VfR 1915 Schweidnitz. Na een 7-1 pandoering kon Preußen de terugwedstrijd met 2-0 winnen waardoor er een derde wedstrijd kwam, die VfR ook weer won. De club mocht wel naar de Zuidoost-Duitse eindronde, waar ze gedeeld laatste werden.  Na een tweede plaats in de groepsfase en een vijfde op zes clubs in 1932 werd de club in 1933 opnieuw groepswinnaar. In de finale verloor de club echter van Waldenburger SV 09. In de Zuidoost-Duitse eindronde werd de club derde.
Na dit seizoen werd de Gauliga Schlesien ingevoerd als nieuwe hoogste klasse. De clubs uit de Berglandse competitie werden hiervoor te licht bevonden en moesten in de tweede klasse, Bezirksliga Mittelschlesien gaan spelen. Om een competitief elftal te hebben fuseerden SV Preußen en VfR tot DSV Schweidnitz.